# Mahala (prénom)
Pour les articles homonymes, voir Mahala.
Mahala est un prénom féminin.

## Sens et origine du prénom
- Prénom féminin d'origine nord-amérindienne[1]. Prénom qui signifie "femme". Il y a débat sur les possibles origines de ce prénom, qui sont nombreuses[2] :

1. Prénom féminin Mahala (prononcer mah-hey-lah) ou Mahaley, assez courant dans les tribus amérindiennes du sud-est (Cherokee, Choctaw, Chickasaw, Creek, etc.) au XIXe siècle. Mais son origine n'est pas claire dans la mesure où le mot "Mahala" n'avait de signification dans aucune des langues amérindiennes du sud-est. Il s'agit probablement d'une variante de Michaela, voire une transformation d'un autre prénom amérindien. Par ailleurs, en langue Tutelo ou Saponi aujourd'hui éteintes, le mot "mahei" signifiait "femme" et il est possible qu'il ait été déformé en "Mahala". Il est aussi possible qu'il s'agisse d'un emprunt aux Afro-Américains ; pratique assez répandue chez les Saponis.
2. Gros mot (prononcer mah-hah-lah) couramment utilisé pour désigner une "femme" amérindienne en Californie au XIXe siècle, qui serait une mauvaise prononciation de l'espagnol "mujer" qui signifie "femme".

- Prénom également hébreu et arabe qui signifierait "tendresse".

## Prénom de personnes célèbres et fréquence
- Prénom aujourd'hui peu usité aux États-Unis[3].
- Prénom usité en Australie, bien que relativement rarement.
- Prénom qui n'a jamais été donné en France[4].